# Macrosamanea discolor
Macrosamanea discolor là một loài thực vật có hoa trong họ Đậu. Loài này được (Willd.) Britton & Killip mô tả khoa học đầu tiên.